# Unilampi
Unilampi eller Sirniölampi är en sjö i Finland. Den ligger i kommunen Posio i landskapet Lappland, i den norra delen av landet, 600 km norr om huvudstaden Helsingfors. Unilampi ligger 232,2 meter över havet. Den ligger vid sjön Kuusijärvi. Den är 1,5 meter djup. Arean är 57,7 hektar och strandlinjen är 3,8 kilometer lång. Sjön  ingår i Ijo älvs huvudavrinningsområde. 